# Zé Carlos Batalhafam
José Carlos Silva Batalhafam (Jales), mais conhecido como Zé Carlos Batalhafam ou, simplesmente, Batalhafam, é um poeta brasileiro radicado na cidade de São Paulo.

## Biografia
Natural de Jales-SP; veio para a capital do estado em 1959. Inicialmente, foi morar na zona norte do município, e iniciou os estudos primários no Grupo Escolar de Vila Medeiros. Posteriormente, radicou-se na zona leste paulistana e frequentou a Escola Estadual Profª Maria Augusta D'Ávila, em Artur Alvim e Escola Estadual Profº Jamil Pedro Sawaya, no Jardim Hercília.
É funcionário público municipal lotado na Secretaria Municipal de Saúde de São Paulo e, desde os anos 1980, juntamente com outros poetas da Zona Leste de São Paulo, vem publicando folder-zines, destacando-se:"Nova Meléka" em 1985; "Palavras Cruzadas" em 1990. Poeta, escritor e memorialista; possui trabalhos publicados em livros, jornais e revistas de São Paulo, Paraná, Minas Gerais, Rio de Janeiro, Distrito Federal, Argentina e Espanha. Participa do "Portal do Poeta Brasileiro" e da "Associação Internacional Poetas del Mundo".

## Obras
Livros Individuais:
- Verdades & Mentiras- poesias- 1986.
- Eternos Dialogares- poesias- 1990.
- Desordem- poesias- 1992.
- Trilogia das Palavras- poesias- 2007.
- Vila Nhocuné: Memórias da Tapera da Finada Ignêz & Outras Memórias- 2011.

Livros Coletâneas:
- Primavera nos Dentes– poesias– 1990.
- Somos assim… Poetas– poesias– 2003.
- Poetas Contemporâneos do Brasil- volume I- 2010.
- O Conto Brasileiro Hoje- volume XIV- 2010.
- O Conto Brasileiro Hoje- volume XVII- 2011.